# Redmi
Redmi (chiń. 红米) – sub-marka smartfonów produkowana przez przedsiębiorstwo Xiaomi. Została zaprezentowana jako linia budżetowych smartfonów w lipcu 2013 roku, w 2019 zadebiutowała jako odrębna marka. Telefony Redmi używają nakładki systemowej MIUI, na podstawie Androida. Modele można podzielić na zwykłe telefony Redmi które zazwyczaj posiadają ekrany do 5” i serię Redmi Note z wyświetlaczem przekraczającym 5”. Telefonem wyróżniającym się na tle linii, jest Redmi Pro, wydany w 2016 roku z podwójnym tylnym aparatem, USB-C i unikatowym dla producenta ekranem OLED. Telefony Redmi zostały wydane na wybranych rynkach azjatyckich i europejskich. Cechą odróżniającą serię Redmi od droższych telefonów serii Mi jest wykorzystanie tańszych, a zarazem nadal dobrych komponentów oraz nałożenie niskich marż, które sprawiają, że telefony są dobrymi budżetowcami. Przedstawiciel Xiaomi podaje nawet, że firma nie zarabia na swoich budżetowcach, a są one swoistą reklamą dla przedsiębiorstwa.
10 stycznia 2019 roku Redmi stało się oddzielna firmą, ale w Europie ich produkty wciąż wprowadzane są pod marką Xiaomi.
W listopadzie 2024 ogłoszono rebranding marki Redmi, którego celem była zmiana postrzegania smartfonów jako urządzeń budżetowych. Zmieniła się między innymi strategia rozwoju, logo i zapis nazwy.

## Seria Redmi
| Model                                    | Grafika                       | Wyświetlacz                              | Rozdzielczość       | Data premiery                     | Procesor | Pamięć operacyjna                                                                                              | Pamięć użytkownika               | Główna kamera                  | Przednia kamera | Bateria                    | System (wersja Android) | System (wersja Android)                                      |
| Model                                    | Grafika                       | Wyświetlacz                              | Rozdzielczość       | Data premiery                     | Procesor | Pamięć operacyjna                                                                                              | Pamięć użytkownika               | Główna kamera                  | Przednia kamera | Bateria                    | Początkowy              | Aktualny                                                     |
| ---------------------------------------- | ----------------------------- | ---------------------------------------- | ------------------- | --------------------------------- | --- | --- | -------------------------------- | ------------------------------ | --------------- | -------------------------- | ----------------------- | ------------------------------------------------------------ |
| Redmi 1                                  |                               | IPS 4,7"                                 | HD 720p             | 2013.07                           | Mediatek MT6589T 4x 1,5GHz                                                                                     | 1 GB | 4 GB                             | 8 MPx                          | 1,3 MPx         | 2200 mAh                   | MIUI V5 Android 4.2.2   | MIUI 9 Android 4.4.2                                         |
| Redmi 1S                                 | 2014.05                       | IPS 4,7"                                 | HD 720p             | Qualcomm Snapdragon 400 4x 1,6GHz | 8 GB | 1 GB | 2000 mAh                         | 8 MPx                          | 1,3 MPx         | MIUI V5 Android 4.3        |                         | MIUI 9 Android 4.4.2                                         |
| Redmi 1S 4G                              | 2014                          | IPS 4,7"                                 | HD 720p             | MediaTek MT6582 4x 1,3 GHz        | 8 GB | 1 GB | 2200 mAh                         | 8 MPx                          | 1,3 MPx         | MIUI V5 Android 4.2.2      |                         | MIUI 9 Android 4.4.2                                         |
| Redmi 2                                  |                               | IPS 4,7"                                 | HD 720p             | 2015.01                           | Qualcomm Snapdragon 410 4x 1,2GHz                                                                              | 1 GB | 8 GB                             | 8 MPx                          | 2 MPx           | 2200 mAh                   | MIUI V6 Android 4.4.4   | MIUI 9 Android 5.1.1                                         |
| Redmi 2                                  | 2 GB                          | IPS 4,7"                                 | HD 720p             | 2015.01                           | Qualcomm Snapdragon 410 4x 1,2GHz                                                                              | 16 GB |                                  | 8 MPx                          | 2 MPx           | 2200 mAh                   | MIUI V6 Android 4.4.4   | MIUI 9 Android 5.1.1                                         |
| Redmi 2A                                 | 2015.04                       | IPS 4,7"                                 | HD 720p             | Leadcore LC1860C 4x 1,5GHz        | 1 GB | 8 GB |                                  | 8 MPx                          | 2 MPx           | 2200 mAh                   | MIUI V6 Android 4.4.4   | MIUI 9 Android 5.1.1                                         |
| Redmi 3                                  |                               | IPS 5"                                   | HD 720p             | 2016.01                           | Qualcomm Snapdragon 616 4x 1,2GHz i 4x 1,5GHz                                                                  | 2 GB | 16 GB                            | 13 MPx                         | 5 MPx           | 4100 mAh                   | MIUI 7 Android 5.1.1    | MIUI 9 Android 5.1.1                                         |
| Redmi 3 Prime                            |                               | IPS 5"                                   | HD 720p             | 2016.01                           | Qualcomm Snapdragon 616 4x 1,2GHz i 4x 1,5GHz                                                                  | 3 GB | 32 GB                            | 13 MPx                         | 5 MPx           | 4100 mAh                   | MIUI 7 Android 5.1.1    | MIUI 9 Android 5.1.1                                         |
| Redmi 3S                                 |                               | IPS 5"                                   | HD 720p             | 2016.04                           | Qualcomm Snapdragon 430 8x 1,4GHz                                                                              | 2 GB | 16 GB                            | 13 MPx                         | 5 MPx           | 4100 mAh                   | MIUI 7 Android 6.0.1    | MIUI 10 Android 6.0.1                                        |
| Redmi 3S Prime                           | 3 GB                          | IPS 5"                                   | HD 720p             | 2016.04                           | Qualcomm Snapdragon 430 8x 1,4GHz                                                                              | 32 GB |                                  | 13 MPx                         | 5 MPx           | 4100 mAh                   | MIUI 7 Android 6.0.1    | MIUI 10 Android 6.0.1                                        |
| Redmi 3X                                 | 2016.05                       | IPS 5"                                   | HD 720p             | 2 GB                              | Qualcomm Snapdragon 430 8x 1,4GHz                                                                              | 32 GB |                                  | 13 MPx                         | 5 MPx           | 4100 mAh                   | MIUI 7 Android 6.0.1    | MIUI 10 Android 6.0.1                                        |
| Redmi Pro                                |                               | AMOLED 5,5"                              | FHD 1080p           | 2016.06                           | Mediatek Helio X20 10x 2,1GHz                                                                                  | 3 GB | 32 GB                            | Dwie 13 MPx                    | 5 MPx           | 4050 mAh                   | MIUI 8 Android 6.0      | MIUI 10 Android 6.0                                          |
| Redmi Pro                                | Mediatek Helio X25 10x 2,5GHz | AMOLED 5,5"                              | FHD 1080p           | 2016.06                           | 64 GB | 3 GB |                                  | Dwie 13 MPx                    | 5 MPx           | 4050 mAh                   | MIUI 8 Android 6.0      | MIUI 10 Android 6.0                                          |
| Redmi Pro                                | Mediatek Helio X25 10x 2,5GHz | AMOLED 5,5"                              | FHD 1080p           | 2016.06                           | 4 GB | 128 GB |                                  | Dwie 13 MPx                    | 5 MPx           | 4050 mAh                   | MIUI 8 Android 6.0      | MIUI 10 Android 6.0                                          |
| Redmi 4                                  |                               | IPS 5"                                   | HD 720p             | 2016.11                           | Qualcomm Snapdragon 430 8x 1,4GHz                                                                              | 2 GB | 16 GB                            | 13 MPx                         | 5 MPx           | 4100 mAh                   | MIUI 8 Android 6.0.1    | MIUI 10 Android 6.0.1                                        |
| Redmi 4 Prime                            |                               | IPS 5"                                   | FHD 1080p           | 2016.11                           | Qualcomm Snapdragon 625 8x 2GHz                                                                                | 3 GB | 32 GB                            | 13 MPx                         | 5 MPx           | 4100 mAh                   | MIUI 8 Android 6.0.1    | MIUI 10 Android 6.0.1                                        |
| Redmi 4A                                 |                               | IPS 5"                                   | HD 720p             | 2016.11                           | Qualcomm Snapdragon 425 4x 1,4GHz                                                                              | 2 GB | 16 GB                            | 13 MPx                         | 5 MPx           | 3120 mAh                   | MIUI 8 Android 6.0.1    | MIUI v10 Android 7.1.2                                       |
| Redmi 4A                                 | 32 GB                         | IPS 5"                                   | HD 720p             | 2016.11                           | Qualcomm Snapdragon 425 4x 1,4GHz                                                                              | 2 GB |                                  | 13 MPx                         | 5 MPx           | 3120 mAh                   | MIUI 8 Android 6.0.1    | MIUI v10 Android 7.1.2                                       |
| Redmi 4X                                 |                               | IPS 5"                                   | HD 720p             | 2017.03                           | Qualcomm Snapdragon 435 8x 1,4GHz                                                                              | 2 GB | 16 GB                            | 13 MPx                         | 5 MPx           | 4100 mAh                   | MIUI 8 Android 6.0.1    | MIUI 11 Android 7.1.2                                        |
| Redmi 4X                                 | 3 GB                          | IPS 5"                                   | HD 720p             | 2017.03                           | Qualcomm Snapdragon 435 8x 1,4GHz                                                                              | 32 GB |                                  | 13 MPx                         | 5 MPx           | 4100 mAh                   | MIUI 8 Android 6.0.1    | MIUI 11 Android 7.1.2                                        |
| Redmi 4X                                 | 4 GB                          | IPS 5"                                   | HD 720p             | 2017.03                           | Qualcomm Snapdragon 435 8x 1,4GHz                                                                              | 64 GB |                                  | 13 MPx                         | 5 MPx           | 4100 mAh                   | MIUI 8 Android 6.0.1    | MIUI 11 Android 7.1.2                                        |
| Redmi 5A                                 |                               | IPS 5"                                   | HD 720p             | 2017.10                           | Qualcomm Snapdragon 425 4x 1,4GHz                                                                              | 2 GB | 16 GB                            | 13 MPx                         | 5 MPx           | 3000 mAh                   | MIUI 9 Android 7.1.2    | MIUI 11 Android 8.1                                          |
| Redmi 5A                                 | 3 GB                          | IPS 5"                                   | HD 720p             | 2017.10                           | Qualcomm Snapdragon 425 4x 1,4GHz                                                                              | 32 GB |                                  | 13 MPx                         | 5 MPx           | 3000 mAh                   | MIUI 9 Android 7.1.2    | MIUI 11 Android 8.1                                          |
| Redmi 5                                  |                               | IPS 5.7"                                 | HD+ 1440 × 720      | 2017.12                           | Qualcomm Snapdragon 450 8x 1,8GHz                                                                              | 2 GB | 16 GB                            | 12 MPx                         | 5 MPx           | 3300 mAh                   | MIUI 9 Android 7.1.2    | MIUI 11 Android 8.1                                          |
| Redmi 5                                  | 3 GB                          | IPS 5.7"                                 | HD+ 1440 × 720      | 2017.12                           | Qualcomm Snapdragon 450 8x 1,8GHz                                                                              | 32 GB |                                  | 12 MPx                         | 5 MPx           | 3300 mAh                   | MIUI 9 Android 7.1.2    | MIUI 11 Android 8.1                                          |
| Redmi 5 Plus (Indie: Redmi Note 5)       |                               | IPS 5.99"                                | FHD+ 2160 × 1080    | 2017.12                           | Qualcomm Snapdragon 625 8x 2GHz                                                                                | 3 GB | 32 GB                            | 12 MPx                         | 5 MPx           | 4000 mAh                   | MIUI 9 Android 7.1.2    | MIUI 11 Android 8.1                                          |
| Redmi 5 Plus (Indie: Redmi Note 5)       | 4 GB                          | IPS 5.99"                                | FHD+ 2160 × 1080    | 2017.12                           | Qualcomm Snapdragon 625 8x 2GHz                                                                                | 64 GB |                                  | 12 MPx                         | 5 MPx           | 4000 mAh                   | MIUI 9 Android 7.1.2    | MIUI 11 Android 8.1                                          |
| Redmi S2                                 |                               | IPS 5.99"                                | HD+ 1440 × 720      | 2018.05                           | Qualcomm Snapdragon 625 8x 2GHz                                                                                | 3 GB | 32 GB                            | 5Mpx + 12MPx                   | 16 MPx          | 3000 mAh                   | MIUI 9 Android 8.1      | MIUI 12 Android 9                                            |
| Redmi S2                                 | 4 GB                          | IPS 5.99"                                | HD+ 1440 × 720      | 2018.05                           | Qualcomm Snapdragon 625 8x 2GHz                                                                                | 64 GB |                                  | 5Mpx + 12MPx                   | 16 MPx          | 3000 mAh                   | MIUI 9 Android 8.1      | MIUI 12 Android 9                                            |
| Redmi 6                                  |                               | IPS 5,45"                                | HD+ 1440 × 720      | 2018.06                           | Mediatek Helio P22                                                                                             | 3GB | 32GB                             | 12 Mpx + 5 Mpx                 | 5 Mpx           | 3000 mAh                   | MIUI 9 Android 8.1      | MIUI 11 Android 9 (globalny) MIUI 12 Android 9 (chiński)     |
| Redmi 6                                  | 4GB                           | IPS 5,45"                                | HD+ 1440 × 720      | 2018.06                           | Mediatek Helio P22                                                                                             | 64GB |                                  | 12 Mpx + 5 Mpx                 | 5 Mpx           | 3000 mAh                   | MIUI 9 Android 8.1      | MIUI 11 Android 9 (globalny) MIUI 12 Android 9 (chiński)     |
| Redmi 6A                                 |                               | IPS 5,45"                                | HD+ 1440 × 720      | 2018.06                           | Mediatek Helio A22                                                                                             | 2 GB | 16 GB                            | 13 Mpx                         | 5 Mpx           | 3000 mAh                   | MIUI 9 Android 8.1      | MIUI 11 Android 9 (globalny) MIUI 12 Android 9 (chiński)     |
| Redmi 6 Pro(Globalny: Xiaomi Mi A2 Lite) |                               | IPS 5,84" notch                          | FHD+ 2280 × 1080    | 2018.06                           | Qualcomm Snapdragon 625 8x 2GHz                                                                                | 3 GB | 32 GB                            | 12 Mpx + 5 Mpx                 | 5 Mpx           | 4000 mAh                   | MIUI 9 Android 8.1      | MIUI 12 Android 9                                            |
| Redmi 6 Pro(Globalny: Xiaomi Mi A2 Lite) | 4 GB                          | IPS 5,84" notch                          | FHD+ 2280 × 1080    | 2018.06                           | Qualcomm Snapdragon 625 8x 2GHz                                                                                | | 32 GB                            | 12 Mpx + 5 Mpx                 | 5 Mpx           | 4000 mAh                   | MIUI 9 Android 8.1      | MIUI 12 Android 9                                            |
| Redmi 6 Pro(Globalny: Xiaomi Mi A2 Lite) | 64 GB                         | IPS 5,84" notch                          | FHD+ 2280 × 1080    | 2018.06                           | Qualcomm Snapdragon 625 8x 2GHz                                                                                | |                                  | 12 Mpx + 5 Mpx                 | 5 Mpx           | 4000 mAh                   | MIUI 9 Android 8.1      | MIUI 12 Android 9                                            |
| Redmi Go                                 |                               | IPS 5.0"                                 | HD 720p             | 2019.02                           | Qualcomm Snapdragon 425 4x 1,4GHz                                                                              | 1 GB | 8 GB                             | 8 Mpx                          | 5 Mpx           | 3000 mAh                   | Android 8.1 Android Go  | Android 8.1 Android Go                                       |
| Redmi 7                                  |                               | IPS 6,26" notch                          | HD+ 1520 × 720      | 2019.03                           | Qualcomm Snapdragon 632 (4x1.8 GHz Kryo 250 Gold & 4x1.8 GHz Kryo 250 Silver) GPU: Adreno 506                  | 2 GB | 16 GB                            | 12 Mpx + 2 Mpx                 | 8 Mpx           | 4000 mAh 10W               | MIUI 10 Android 9       | MIUI 11 Android 10 (globalny) MIUI 12.5 Android 10 (chiński) |
| Redmi 7                                  | 3 GB                          | IPS 6,26" notch                          | HD+ 1520 × 720      | 2019.03                           | Qualcomm Snapdragon 632 (4x1.8 GHz Kryo 250 Gold & 4x1.8 GHz Kryo 250 Silver) GPU: Adreno 506                  | 32 GB |                                  | 12 Mpx + 2 Mpx                 | 8 Mpx           | 4000 mAh 10W               | MIUI 10 Android 9       | MIUI 11 Android 10 (globalny) MIUI 12.5 Android 10 (chiński) |
| Redmi 7                                  | 3 GB                          | IPS 6,26" notch                          | HD+ 1520 × 720      | 2019.03                           | Qualcomm Snapdragon 632 (4x1.8 GHz Kryo 250 Gold & 4x1.8 GHz Kryo 250 Silver) GPU: Adreno 506                  | 64 GB |                                  | 12 Mpx + 2 Mpx                 | 8 Mpx           | 4000 mAh 10W               | MIUI 10 Android 9       | MIUI 11 Android 10 (globalny) MIUI 12.5 Android 10 (chiński) |
| Redmi 7                                  | 4 GB                          | IPS 6,26" notch                          | HD+ 1520 × 720      | 2019.03                           | Qualcomm Snapdragon 632 (4x1.8 GHz Kryo 250 Gold & 4x1.8 GHz Kryo 250 Silver) GPU: Adreno 506                  | |                                  | 12 Mpx + 2 Mpx                 | 8 Mpx           | 4000 mAh 10W               | MIUI 10 Android 9       | MIUI 11 Android 10 (globalny) MIUI 12.5 Android 10 (chiński) |
| Redmi 7A                                 |                               | IPS, 5,45"                               | HD+ 1440 × 720      | 2019.06                           | Qualcomm Snapdragon 439 8x2.0 GHz ARM Cortex-A53 GPU: Adreno 505                                               | 2 / 3 GB | 16 / 32 GB                       | 13 Mpx                         | 5 Mpx           | 4000 mAh 10W               | MIUI 10 Android 9       | MIUI 12.5 Android 10                                         |
| Redmi 8                                  |                               | IPS 6,2" notch Z Gorilla Glass 5         | HD+ 1520 × 720      | 2019.10                           | Qualcomm Snapdragon 439 8x2.0 GHz ARM Cortex-A53 GPU: Adreno 505                                               | 3 / 4 GB | 32 / 64 GB                       | 12 Mpx + 2 Mpx                 | 8 Mpx           | 5000 mAh 18W fast-charging | MIUI 10 Android 9       | MIUI 12.5 Android 10                                         |
| Redmi 8A                                 |                               | IPS 6,2" notch Z Gorilla Glass 5         | HD+ 1520 × 720      | 2019.09                           | Qualcomm Snapdragon 439 8x2.0 GHz ARM Cortex-A53 GPU: Adreno 505                                               | 2 / 3 GB | 16 / 32 GB                       | 13 Mpx                         | 8 Mpx           | 5000 mAh 18W fast-charging | MIUI 10 Android 9       | MIUI 12.5 Android 10                                         |
| Redmi 8A Pro (Indie: Redmi 8A Dual)      |                               | IPS 6,2" notch Z Gorilla Glass 5         | HD+ 1520 × 720      | 2020.02                           | Qualcomm Snapdragon 439 8x2.0 GHz ARM Cortex-A53 GPU: Adreno 505                                               | 2 / 3 GB | 32 GB                            | 13 Mpx + 2 Mpx                 | 8 Mpx           | 5000 mAh 18W fast-charging | MIUI 11 Android 9       | MIUI 12.5 Android 10                                         |
| Redmi 9 (Indie: Redmi 9 Prime)           | Redmi 9                       | IPS 6,53" notch Z Gorilla Glass 3        | FullHD+ 2340 x 1080 | 2020.06                           | MediaTek Helio G80 2x 2.0 GHz ARM Cortex-A75 6x 1.8 GHz ARM Cortex-A55 GPU: Mali-G52 MC2 @ 850 MHz             | 3 / 4 GB 4 GB w Indiach                                                                                        | 32 / 64 GB 64 / 128 GB w Indiach | 13 Mpx + 8 Mpx + 5 Mpx + 2 Mpx | 8 Mpx           | 5020 mAh 18W fast-charging | MIUI 11 Android 10      | MIUI 13 Android 12                                           |
| Redmi 9A                                 |                               | IPS 6,53" notch Z Gorilla Glass 3        | HD+ 1600 x 720      | 2020.06                           | MediaTek Helio G25 8x 2.0 GHz ARM Cortex-A53 GPU: PowerVR GE8320 @ 650 MHz                                     | 2 GB | 32 GB                            | 13 Mpx                         | 5 Mpx           | 5000 mAh                   | MIUI 12 Android 10      | MIUI 12 Android 10                                           |
| Redmi 9C (Indie: POCO C31)               |                               | IPS 6,53" notch Z Gorilla Glass 3        | HD+ 1600 x 720      | 2020.06                           | MediaTek Helio G35 8x 2.3 GHz ARM Cortex-A53 GPU: PowerVR GE8320 @ 680 MHz                                     | 2/3 GB | 32/64 GB                         | 13 Mpx + 2 Mpx + 2 Mpx         | 5 Mpx           | 5000 mAh                   | MIUI 12 Android 10      | MIUI 12 Android 10                                           |
| Redmi 9C NFC (Indie: Redmi 9)            | 2020.08                       | IPS 6,53" notch Z Gorilla Glass 3        | HD+ 1600 x 720      | 2/3 GB 4 GB v Indie               | MediaTek Helio G35 8x 2.3 GHz ARM Cortex-A53 GPU: PowerVR GE8320 @ 680 MHz                                     | 32/64 GB 64/128 GB v Indie                                                                                     | 13 Mpx + 2 Mpx                   | MIUI 12.5 Android 11           | 5 Mpx           | 5000 mAh                   | MIUI 12 Android 10      |                                                              |
| Redmi 9T                                 |                               | IPS 6,53" notch Z Gorilla Glass 3        | FullHD+ 2340 x 1080 | 2021.01                           | Qualcomm SM6115 Snapdragon 662 Octa-core (4x2.0 GHz Kryo 260 Gold & 4x1.8 GHz Kryo 260 Silver) GPU: Adreno 610 | | 64/128 GB                        | 48 Mpx + 8 Mpx + 2 Mpx + 2 Mpx | 8 Mpx           | 6000 mAh                   | MIUI 12 Android 10      | MIUI 14 Android 12                                           |
| Redmi 9 Power                            | 2020.12                       | IPS 6,53" notch Z Gorilla Glass 3        | FullHD+ 2340 x 1080 |                                   | Qualcomm SM6115 Snapdragon 662 Octa-core (4x2.0 GHz Kryo 260 Gold & 4x1.8 GHz Kryo 260 Silver) GPU: Adreno 610 | | 64/128 GB                        | 48 Mpx + 8 Mpx + 2 Mpx + 2 Mpx | 8 Mpx           | 6000 mAh                   | MIUI 12 Android 10      | MIUI 14 Android 12                                           |
| Redmi 10                                 |                               | IPS 6,5", 90 Hz Z Gorilla Glass 3        | FullHD+ 2400 x 1080 | 2021.08                           | MediaTek Helio G88 Octa-core (2x2.0 GHz Cortex-A75 & 6x1.8 GHz Cortex-A55) GPU: Mali-G52 MC2                   | 4/6 GB | 64/128 GB                        | 50 Mpx + 8 Mpx + 2 Mpx + 2 Mpx | 8 Mpx           | 5000 mAh                   | MIUI 12.5 Android 11    | MIUI 14 Android 13                                           |
| Redmi 10 Prime                           | 2021.09                       | IPS 6,5", 90 Hz Z Gorilla Glass 3        | FullHD+ 2400 x 1080 |                                   | MediaTek Helio G88 Octa-core (2x2.0 GHz Cortex-A75 & 6x1.8 GHz Cortex-A55) GPU: Mali-G52 MC2                   | 4/6 GB | 64/128 GB                        | 50 Mpx + 8 Mpx + 2 Mpx + 2 Mpx |                 | 5000 mAh                   | MIUI 12.5 Android 11    | MIUI 14 Android 13                                           |
| Redmi 10 2022                            | 2022.02                       | IPS 6,5", 90 Hz Z Gorilla Glass 3        | FullHD+ 2400 x 1080 | 4 GB                              | MediaTek Helio G88 Octa-core (2x2.0 GHz Cortex-A75 & 6x1.8 GHz Cortex-A55) GPU: Mali-G52 MC2                   | | 64/128 GB                        | 50 Mpx + 8 Mpx + 2 Mpx + 2 Mpx |                 | 5000 mAh                   | MIUI 12.5 Android 11    | MIUI 14 Android 13                                           |
| Redmi 10C                                |                               | IPS 6,71" notch Z Gorilla Glass 3        | HD+ 1600 x 720      | 4 GB                              | 2022.03 | Qualcomm SM6225 Snapdragon 680 Octa-core (4x2.4 GHz Kryo 265 Gold & 4x1.9 GHz Kryo 265 Silver) GPU: Adreno 610 | 64/128 GB                        | 50 Mpx + 2 Mpx                 | 5 Mpx           | 5000 mAh                   | MIUI 13 Android 11      | MIUI 14 Android 13                                           |
| Redmi 10 (Indie)                         | 4/6 GB                        | IPS 6,71" notch Z Gorilla Glass 3        | HD+ 1600 x 720      | 6000 mAh                          | 2022.03 | Qualcomm SM6225 Snapdragon 680 Octa-core (4x2.4 GHz Kryo 265 Gold & 4x1.9 GHz Kryo 265 Silver) GPU: Adreno 610 | 64/128 GB                        | 50 Mpx + 2 Mpx                 | 5 Mpx           |                            | MIUI 13 Android 11      | MIUI 14 Android 13                                           |
| Redmi 10 Power                           |                               | IPS 6,71" notch Z Gorilla Glass 3        | HD+ 1600 x 720      | 6000 mAh                          | 2022.04 | Qualcomm SM6225 Snapdragon 680 Octa-core (4x2.4 GHz Kryo 265 Gold & 4x1.9 GHz Kryo 265 Silver) GPU: Adreno 610 | 8 GB                             | 50 Mpx + 2 Mpx                 | 5 Mpx           | 128 GB                     | MIUI 13 Android 11      | MIUI 14 Android 13                                           |
| Redmi 10A                                |                               | IPS 6,53" notch Z Gorilla Glass 3        | HD+ 1600 x 720      | 2022.03                           | MediaTek Helio G25 8x 2.0 GHz ARM Cortex-A53 GPU: PowerVR GE8320 @ 650 MHz                                     | 3/4/6 GB | 32/64/128 GB                     | 13 Mpx                         | 5 Mpx           | 5000 mAh                   | MIUI 12.5 Android 11    | MIUI 12.5 Android 11                                         |
| Redmi 10 5G                              |                               | IPS 6,58", 90 Hz notch Z Gorilla Glass 3 | FullHD+ 2408 x 1080 | 2022.03                           | MediaTek Dimensity 700 Octa-core (2x2.2 GHz Cortex-A76 & 6x2.0 GHz Cortex-A55) GPU: Mali-G57 MC2               | 4/6 GB | 64/128 GB                        | 50 Mpx + 2 Mpx                 | 5 Mpx           | 5000 mAh                   | MIUI 13 Android 12      | MIUI 14 Android 13                                           |
| Redmi 12                                 |                               | IPS 6,79", 90 Hz notch                   | FullHD 2460 x 1080  | 2023.06.22                        | MediaTek Helio G88 MT6769 Zegar procesora: 2.00 GHz Liczba rdzeni: 8 GPU: ARM Mali-G52 MC2                     | 4/8 GB | 128/256 GB                       | 50 Mpx + 8 Mpx + 2 Mpx         | 8 Mpx           | 5000 mAh                   | MIUI 14 Android 13      | MIUI 14 Android 13                                           |

## Seria Redmi K
| Model                                                | Grafika | Wyświetlacz                                  | Rozdzielczość       | Data premiery                                                                                              | Procesor i układ graficzny                                                                                                  | Pamięć operacyjna                                                                                          | Pamięć użytkownika                  | Obsługa 5G                                  | Główna kamera                               | Przednia kamera | Bateria                     | System (wersja Android) | System (wersja Android) |
| Model                                                | Grafika | Wyświetlacz                                  | Rozdzielczość       | Data premiery                                                                                              | Procesor i układ graficzny                                                                                                  | Pamięć operacyjna                                                                                          | Pamięć użytkownika                  | Obsługa 5G                                  | Główna kamera                               | Przednia kamera | Bateria                     | Początkowy              | Aktualny                |
| ---------------------------------------------------- | --- | -------------------------------------------- | ------------------- | --- | --- | --- | ----------------------------------- | ------------------------------------------- | ------------------------------------------- | --------------- | --------------------------- | ----------------------- | ----------------------- |
| Redmi K20 (Globalny: Xiaomi Mi 9T)                   | | Super AMOLED 6,57" Z Gorilla Glass 5         | FullHD+ 2340 x 1080 | 2019.05.28                                                                                                 | Qualcomm Snapdragon 730 8x2.2 GHz Kryo 470 Gold/Silver GPU: Adreno 618                                                      | 6/8 GB LPDDR4X                                                                                             | 64/128/256 GB                       | Nie                                         | 48 Mpx Sony IMX582 + 13 Mpx + 8 Mpx         | 20 Mpx          | 4000 mAh 18W fast-charging  | MIUI 10 Android 9       | MIUI 12.5 Android 11    |
| Redmi K20 Pro (Globalny: Xiaomi Mi 9T Pro)           | Qualcomm Snapdragon 855 8x2.84 GHz Kryo 485 GPU: Adreno 640                                                            | Super AMOLED 6,57" Z Gorilla Glass 5         | FullHD+ 2340 x 1080 | 2019.05.28                                                                                                 | 48 Mpx Sony IMX586 + 13 Mpx + 8 Mpx                                                                                         | 6/8 GB LPDDR4X                                                                                             | 64/128/256 GB                       | Nie                                         | 4000 mAh 27W fast-charging                  | 20 Mpx          |                             | MIUI 10 Android 9       | MIUI 12.5 Android 11    |
| Redmi K20 Pro Premium                                | 2019.09 | Super AMOLED 6,57" Z Gorilla Glass 5         | FullHD+ 2340 x 1080 | Qualcomm Snapdragon 855+ 8x2.96 GHz Kryo 485 GPU: Adreno 640                                               | 48 Mpx Sony IMX586 + 13 Mpx + 8 Mpx                                                                                         | 8/12 GB LPDDR4X                                                                                            | 128/512 GB                          | Nie                                         | 4000 mAh 27W fast-charging                  | 20 Mpx          |                             | MIUI 10 Android 9       | MIUI 12.5 Android 11    |
| Redmi K30 (Indie: POCO X2)                           | | IPS 6.67", 120 Hz Z Gorilla Glass 5          | FullHD+ 2400 x 1080 | 2019.12 | Qualcomm Snapdragon 730G 8x 2.2 GHz Kryo 470 Gold/Silver GPU: Adreno 618                                                    | 6/8 GB LPDDR4X                                                                                             | 64/128/256 GB                       | Nie                                         | 64 Mpx Sony IMX686 + 8 Mpx + 2 Mpx + 2 Mpx  | 20 Mpx + 2 Mpx  | 4500 mAh 27W fast-charging  | MIUI 11 Android 10      | MIUI 13 Android 12      |
| Redmi K30 5G                                         | Qualcomm Snapdragon 765G 8x (1x2.4 GHz + 1x2.2 GHz + 6x1.8 GHz) Kryo 475 Prime/Gold/Silver GPU: Adreno 620             | IPS 6.67", 120 Hz Z Gorilla Glass 5          | FullHD+ 2400 x 1080 | 2019.12 | Tak | 6/8 GB LPDDR4X                                                                                             | 64/128/256 GB                       | 64 Mpx Sony IMX686 + 8 Mpx + 5 Mpx + 2 Mpx  | 4500 mAh 30W fast-charging                  | 20 Mpx + 2 Mpx  |                             | MIUI 11 Android 10      | MIUI 13 Android 12      |
| Redmi K30 5G Racing                                  | 2020.05 | IPS 6.67", 120 Hz Z Gorilla Glass 5          | FullHD+ 2400 x 1080 | Qualcomm Snapdragon 768G 8x (1x2.8 GHz + 1x2.2 GHz + 4x1.8 GHz) Kryo 475 Prime/Gold/Silver GPU: Adreno 620 | Tak | 6 GB LPDDR4X                                                                                               | 128 GB                              | 64 Mpx Sony IMX686 + 8 Mpx + 5 Mpx + 2 Mpx  | 4500 mAh 30W fast-charging                  | 20 Mpx + 2 Mpx  |                             | MIUI 11 Android 10      | MIUI 13 Android 12      |
| Redmi K30i 5G                                        | 2020.05 | IPS 6.67", 120 Hz Z Gorilla Glass 5          | FullHD+ 2400 x 1080 | Qualcomm Snapdragon 765G 8x (1x2.4 GHz + 1x2.2 GHz + 6x1.8 GHz) Kryo 475 Prime/Gold/Silver GPU: Adreno 620 | Tak | 6 GB LPDDR4X                                                                                               | 128 GB                              | 48 Mpx Sony IMX586 + 8 Mpx + 5 Mpx + 2 Mpx  | 4500 mAh 30W fast-charging                  | 20 Mpx + 2 Mpx  |                             | MIUI 11 Android 10      | MIUI 13 Android 12      |
| Redmi K30 Pro (Globalny: POCO F2 Pro)                | | Super AMOLED 6.67" Z Gorilla Glass 5         | FullHD+ 2400 x 1080 | 2020.03 | Tak | Qualcomm Snapdragon 865 8x (1x2.84 GHz + 3x2.42 GHz + 4x1.8 GHz) Kryo 585 Prime/Gold/Silve GPU: Adreno 650 | 6 /8 GB LPDDR4X / LPDDR5            | 128/256 GB                                  | 64 Mpx Sony IMX686 + 13 Mpx + 5 Mpx + 2 Mpx | 20 Mpx          | 4700 mAh 30W fast-charging  | MIUI 11 Android 10      | MIUI 14 Android 12      |
| Redmi K30 Pro Zoom                                   | 8/12 GB LPDDR5 | Super AMOLED 6.67" Z Gorilla Glass 5         | FullHD+ 2400 x 1080 | 2020.03 | Tak | Qualcomm Snapdragon 865 8x (1x2.84 GHz + 3x2.42 GHz + 4x1.8 GHz) Kryo 585 Prime/Gold/Silve GPU: Adreno 650 | 128/256/512 GB                      | 64 Mpx Sony IMX686 + 13 Mpx + 8 Mpx + 2 Mpx | 4700 mAh 33W fast-charging                  | 20 Mpx          |                             | MIUI 11 Android 10      | MIUI 14 Android 12      |
| Redmi K30 Ultra                                      | | Super AMOLED 6.67", 120 Hz Z Gorilla Glass 5 | FullHD+ 2400 x 1080 | 2020.08 | Tak | MediaTek Dimensity 1000+ 8x (4x2.6 GHz Cortex-A77 + 4x2.0 GHz Cortex-A55) GPU: Mali-G77 MC9 @ 850 MHz      | 128/256/512 GB                      | 6/8 GB LPDDR4X                              | 64 Mpx Sony IMX686 + 13 Mpx + 5 Mpx + 2 Mpx | 20 Mpx          | 4500 mAh 33W fast-charging  | MIUI 12 Android 10      | MIUI 14 Android 12      |
| Redmi K30S Ultra (Globalny: Mi 10T)                  | | IPS 6.67", 144 Hz Z Gorilla Glass 5          | FullHD+ 2400 x 1080 | 2020.10 | Tak | Qualcomm Snapdragon 865 8x (1x2.84 GHz + 3x2.42 GHz + 4x1.8 GHz) Kryo 585 Prime/Gold/Silve GPU: Adreno 650 | 8 GB LPDDR5                         | 128/256 GB                                  | 64 Mpx Sony IMX686 + 13 Mpx + 5 Mpx         | 20 Mpx          | 5000 mAh 33W fast-charging  | MIUI 12 Android 10      | MIUI 14 Android 12      |
| Redmi K40 (Globalny: POCO F3; Indie: Mi 11X)         | | Super AMOLED 6.67", 120 Hz Z Gorilla Glass 5 | FullHD+ 2400 x 1080 | 2021.02 | Qualcomm Snapdragon 870 8x (1x3.2 GHz + 3x2.42 GHz + 4x1.8 GHz) Kryo 585 Prime/Gold/Silve GPU: Adreno 650 @ 670 MHz         | 6/8/12 GB LPDDR5                                                                                           | 128/256 GB                          | Tak                                         | 48 Mpx Sony IMX586 + 8 Mpx + 5 Mpx          | 20 Mpx          | 4520 mAh 33W fast-charging  | MIUI 12 Android 11      | MIUI 14 Android 13      |
| Redmi K40 Pro                                        | Qualcomm Snapdragon 888 8x (1x2.84 GHz + 3x2.42 GHz + 4x1.8 GHz) Kryo 680 Prime/Gold/Silve GPU: Adreno 660 @ 905 MHz   | Super AMOLED 6.67", 120 Hz Z Gorilla Glass 5 | FullHD+ 2400 x 1080 | 2021.02 | 6/8 GB LPDDR5 | 64 Mpx Sony IMX686 + 8 Mpx + 5 Mpx                                                                         | 128/256 GB                          | Tak                                         |                                             | 20 Mpx          | 4520 mAh 33W fast-charging  | MIUI 12 Android 11      | MIUI 14 Android 13      |
| Redmi K40 Pro+ (Globalny: Mi 11i; Indie: Mi 11X Pro) | Qualcomm Snapdragon 888 8x (1x2.84 GHz + 3x2.42 GHz + 4x1.8 GHz) Kryo 680 Prime/Gold/Silve GPU: Adreno 660 @ 905 MHz   | Super AMOLED 6.67", 120 Hz Z Gorilla Glass 5 | FullHD+ 2400 x 1080 | 2021.02 | 12 GB LPDDR5 | 512 GB | 108 Mpx Samsung HM2 + 8 Mpx + 5 Mpx | Tak                                         |                                             | 20 Mpx          | 4520 mAh 33W fast-charging  | MIUI 12 Android 11      | MIUI 14 Android 13      |
| Redmi K40 Gaming (Indie: POCO F3 GT)                 | | OLED 6.67", 120 Hz Z Gorilla Glass 5         | FullHD+ 2400 x 1080 | 2021.04 | MediaTek Dimensity 1200 8x (1x3.0 GHz Cortex-A78 + 3x2.6 GHz Cortex-A78 + 4x2.0 GHz Cortex-A55) GPU: Mali-G77 MC9 @ 850 MHz | 6/8/12 GB LPDDR4X                                                                                          | 128/256 GB                          | Tak                                         | 64 Mpx + 8 Mpx + 2 Mpx                      | 16 Mpx          | 5065 mAh 67W fast-charging  | MIUI 12 Android 11      | MIUI 14 Android 13      |
| Redmi K40S                                           | | Super AMOLED 6.67", 120 Hz Z Gorilla Glass 5 | FullHD+ 2400 x 1080 | 2022.03 | Qualcomm Snapdragon 870 8x (1x3.2 GHz + 3x2.42 GHz + 4x1.8 GHz) Kryo 585 Prime/Gold/Silve GPU: Adreno 650 @ 670 MHz         | 6/8/12 GB LPDDR5                                                                                           | 128/256 GB                          | Tak                                         | 48 Mpx Sony IMX586 + 8 Mpx + 2 Mpx          | 20 Mpx          | 4500 mAh 67W fast-charging  | MIUI 13 Android 12      | MIUI 14 Android 13      |
| Redmi K50G (Globalny: POCO F4 GT)                    | | OLED 6.67", 120 Hz Z Gorilla Glass Victus    | FullHD+ 2400 x 1080 | 2022.02 | Qualcomm Snapdragon 8 Gen 1 8x (1x3.0 GHz + 3x2.5 GHz + 4x1.8 GHz) Kryo Prime/Gold/Silve GPU: Adreno 730                    | 8/12 GB LPDDR5                                                                                             | 128/256 GB                          | Tak                                         | 64 Mpx + 8 Mpx + 2 Mpx                      | 20 Mpx          | 4700 mAh 120W fast-charging | MIUI 13 Android 12      | MIUI 14 Android 13      |
| Redmi K50                                            | | OLED 6.67", 120 Hz Z Gorilla Glass Victus    | QHD+ 3200 x 1440    | 2022.03 | MediaTek Dimensity 8100 8x (4x2.5 GHz Cortex-A78 + 4x2.0 GHz Cortex-A55) GPU: Mali-G610                                     | 8/12 GB LPDDR5                                                                                             | 128/256/512 GB                      | Tak                                         | 48 Mpx Sony IMX586 + 8 Mpx + 2 Mpx          | 20 Mpx          | 5500 mAh 67W fast-charging  | MIUI 13 Android 12      | MIUI 14 Android 13      |
| Redmi K50 Pro                                        | MediaTek Dimensity 9000 8x (1x3.05 GHz Cortex-X2 + 3x2.85 GHz Cortex-A710 + 4x1.8 GHz Cortex-A510) GPU: Mali-G710 MC10 | OLED 6.67", 120 Hz Z Gorilla Glass Victus    | QHD+ 3200 x 1440    | 2022.03 | 108 Mpx Samsung HM2 + 8 Mpx + 2 Mpx                                                                                         | 8/12 GB LPDDR5                                                                                             | 128/256/512 GB                      | Tak                                         | 5000 mAh 120W fast-charging                 | 20 Mpx          |                             | MIUI 13 Android 12      | MIUI 14 Android 13      |

## Seria Redmi Note
| Model                                                                    | Grafika                      | Wyświetlacz                | Rozdzielczość     | Data premiery                     | Procesor i układ graficzny                                                                                     | Pamięć operacyjna              | Pamięć użytkownika | Dual SIM | Główna kamera                          | Przednia kamera            | Bateria                    | System (wersja Android) | System (wersja Android) |
| Model                                                                    | Grafika                      | Wyświetlacz                | Rozdzielczość     | Data premiery                     | Procesor i układ graficzny                                                                                     | Pamięć operacyjna              | Pamięć użytkownika | Dual SIM | Główna kamera                          | Przednia kamera            | Bateria                    | Początkowy              | Aktualny                |
| ------------------------------------------------------------------------ | ---------------------------- | -------------------------- | ----------------- | --------------------------------- | --- | ------------------------------ | ------------------ | -------- | -------------------------------------- | -------------------------- | -------------------------- | ----------------------- | ----------------------- |
| Redmi Note (3G)                                                          |                              | IPS 5,5"                   | HD 720p           | 2014.04                           | Mediatek MT6592 4x 1,4GHz                                                                                      | 1 GB                           | 8 GB               | Tak      | 13 MPx                                 | 5 MPx                      | 3200 mAh                   | MIUI v5 Android 4.2     | MIUI 9 Android 4.4      |
| Redmi Note (3G)                                                          | Mediatek MT6592 4x 1,7GHz    | IPS 5,5"                   | HD 720p           | 2014.04                           | 2 GB |                                | 8 GB               | Tak      | 13 MPx                                 | 5 MPx                      | 3200 mAh                   | MIUI v5 Android 4.2     | MIUI 9 Android 4.4      |
| Redmi Note 4G                                                            | 2014.06                      | IPS 5,5"                   | HD 720p           | Qualcomm Snapdragon 400 4x 1,6GHz | 2 GB | 16 GB                          | Nie                |          | 13 MPx                                 | 5 MPx                      | 3200 mAh                   | MIUI v5 Android 4.2     | MIUI 9 Android 4.4      |
| Redmi Note Prime                                                         | 2014.12                      | IPS 5,5"                   | HD 720p           | Qualcomm Snapdragon 410 4x 1,2GHz | 2 GB | 16 GB                          | Tak                | 3100 mAh | 13 MPx                                 | 5 MPx                      | MIUI v5 Android 4.4        |                         | MIUI 9 Android 4.4      |
| Redmi Note 2                                                             |                              | IPS 5,5"                   | FHD 1080p         | 2015.07                           | Mediatek Helio X10 8x 2GHz                                                                                     | 2 GB                           | 16 GB              | Tak      | 13 MPx                                 | 5 MPx                      | 3060 mAh                   | MIUI 6 Android 5.0.2    | MIUI 9 Android 5.0.2    |
| Redmi Note 2                                                             | Mediatek Helio X10 8x 2,2GHz | IPS 5,5"                   | FHD 1080p         | 2015.07                           | 32 GB | 2 GB                           |                    | Tak      | 13 MPx                                 | 5 MPx                      | 3060 mAh                   | MIUI 6 Android 5.0.2    | MIUI 9 Android 5.0.2    |
| Redmi Note 3 henessy                                                     |                              | IPS 5,5"                   | FHD 1080p         | 2015.11                           | Mediatek Helio X10 8x 2GHz                                                                                     | 2 GB                           | 16 GB              | Tak      | 13 MPx                                 | 5 MPx                      | 4000 mAh                   | MIUI 7 Android 5.0      | MIUI 9 Android 5.0      |
| Redmi Note 3 henessy                                                     | 3 GB                         | IPS 5,5"                   | FHD 1080p         | 2015.11                           | Mediatek Helio X10 8x 2GHz                                                                                     | 32 GB                          |                    | Tak      | 13 MPx                                 | 5 MPx                      | 4000 mAh                   | MIUI 7 Android 5.0      | MIUI 9 Android 5.0      |
| Redmi Note 3 kenzo                                                       |                              | IPS 5,5"                   | FHD 1080p         | 2016.02                           | Qualcomm Snapdragon 650 4x 1,4GHz i 2x 1,8GHz                                                                  | 2 GB                           | 16 GB              | Tak      | 13 MPx                                 | 5 MPx                      | 4000 mAh                   | MIUI v7 Android 5.1     | MIUI 10 Android 6.0     |
| Redmi Note 3 kenzo                                                       | 3 GB                         | IPS 5,5"                   | FHD 1080p         | 2016.02                           | Qualcomm Snapdragon 650 4x 1,4GHz i 2x 1,8GHz                                                                  | 32 GB                          |                    | Tak      | 13 MPx                                 | 5 MPx                      | 4000 mAh                   | MIUI v7 Android 5.1     | MIUI 10 Android 6.0     |
| Redmi Note 3 Special Edition kate                                        | 2016.06                      | IPS 5,5"                   | FHD 1080p         | 2 GB                              | Qualcomm Snapdragon 650 4x 1,4GHz i 2x 1,8GHz                                                                  | 16 GB                          |                    | Tak      | 13 MPx                                 | 5 MPx                      | 4000 mAh                   | MIUI v7 Android 5.1     | MIUI 10 Android 6.0     |
| Redmi Note 3 Special Edition kate                                        | 2016.06                      | IPS 5,5"                   | FHD 1080p         | 3 GB                              | Qualcomm Snapdragon 650 4x 1,4GHz i 2x 1,8GHz                                                                  | 32 GB                          |                    | Tak      | 13 MPx                                 | 5 MPx                      | 4000 mAh                   | MIUI v7 Android 5.1     | MIUI 10 Android 6.0     |
| Redmi Note 4                                                             |                              | IPS 5,5"                   | FHD 1080p         | 2016.06                           | Mediatek Helio X20 10x 2,1GHz                                                                                  | 3 GB                           | 32 GB              | Tak      | 13 MPx                                 | 5 MPx                      | 4100 mAh                   | MIUI 8 Android 6.0.1    | MIUI 10 Android 6.0.1   |
| Redmi Note 4                                                             | 64 GB                        | IPS 5,5"                   | FHD 1080p         | 2016.06                           | Mediatek Helio X20 10x 2,1GHz                                                                                  | 3 GB                           |                    | Tak      | 13 MPx                                 | 5 MPx                      | 4100 mAh                   | MIUI 8 Android 6.0.1    | MIUI 10 Android 6.0.1   |
| Redmi Note 4                                                             | 4 GB                         | IPS 5,5"                   | FHD 1080p         | 2016.06                           | Mediatek Helio X20 10x 2,1GHz                                                                                  | 64 GB                          |                    | Tak      | 13 MPx                                 | 5 MPx                      | 4100 mAh                   | MIUI 8 Android 6.0.1    | MIUI 10 Android 6.0.1   |
| Redmi Note 4X                                                            |                              | IPS 5,5"                   | FHD 1080p         | 2017.01                           | Qualcomm Snapdragon 625 8x 2GHz                                                                                | 2 GB                           | 32 GB              | Tak      | 13 MPx                                 | 5 MPx                      | 4100 mAh                   | MIUI 8 Android 6.0.1    | MIUI 11 Android 7.0     |
| Redmi Note 4X                                                            | 3 GB                         | IPS 5,5"                   | FHD 1080p         | 2017.01                           | Qualcomm Snapdragon 625 8x 2GHz                                                                                | 16 GB                          |                    | Tak      | 13 MPx                                 | 5 MPx                      | 4100 mAh                   | MIUI 8 Android 6.0.1    | MIUI 11 Android 7.0     |
| Redmi Note 4X                                                            | 3 GB                         | IPS 5,5"                   | FHD 1080p         | 2017.01                           | Qualcomm Snapdragon 625 8x 2GHz                                                                                | 32 GB                          |                    | Tak      | 13 MPx                                 | 5 MPx                      | 4100 mAh                   | MIUI 8 Android 6.0.1    | MIUI 11 Android 7.0     |
| Redmi Note 4X                                                            | 4 GB                         | IPS 5,5"                   | FHD 1080p         | 2017.01                           | Qualcomm Snapdragon 625 8x 2GHz                                                                                | 64 GB                          |                    | Tak      | 13 MPx                                 | 5 MPx                      | 4100 mAh                   | MIUI 8 Android 6.0.1    | MIUI 11 Android 7.0     |
| Redmi Note 5A (Indie: Redmi Y1 Lite)                                     |                              | IPS 5,5"                   | FHD 1080p         | 2017.08                           | Qualcomm Snapdragon 425 4x 1,4 GHz                                                                             | 2 GB                           | 16 GB              | Tak      | 13Mpx                                  | 5Mpx                       | 3080 mAh                   | MIUI 8 Android 7.1.2    | MIUI 11 Android 7.1.2   |
| Redmi Note 5A Prime (Indie: Redmi Y1)                                    |                              | IPS 5,5"                   | FHD 1080p         | 2017.08                           | Qualcomm Snapdragon 435 8x 2 GHz                                                                               | 3 GB                           | 32 GB              | Tak      | 13Mpx                                  | 16Mpx, dioda LED           | 3080 mAh                   | MIUI 8 Android 7.1.2    | MIUI 11 Android 7.1.2   |
| Redmi Note 5A Prime (Indie: Redmi Y1)                                    | 4 GB                         | IPS 5,5"                   | FHD 1080p         | 2017.08                           | Qualcomm Snapdragon 435 8x 2 GHz                                                                               | 64 GB                          |                    | Tak      | 13Mpx                                  | 16Mpx, dioda LED           | 3080 mAh                   | MIUI 8 Android 7.1.2    | MIUI 11 Android 7.1.2   |
| Redmi Note 5 (Indie: Redmi Note 5 Pro)                                   |                              | IPS 5,99"                  | FHD+ 2160 × 1080  | 2018.02                           | Qualcomm Snapdragon 636 8x 1,8GHz                                                                              | 3 / 4 / 6 GB                   | 32 / 64 GB         | Tak      | 5Mpx + 12MPx                           | 13 Mpx Indie: 20 Mpx       | 4000 mAh                   | MIUI 10 Android 8.1     | MIUI 12 Android 9       |
| Redmi Note 6 Pro                                                         |                              | IPS 6,26"                  | FHD+ 1080 × 2280  | 2018.09                           | Qualcomm Snapdragon 636 8x 1,8GHz                                                                              | 3 / 4 / 6 GB                   | 32 / 64 GB         | Tak      | 5Mpx + 12MPx                           | 20Mpx + 2Mpx               | 4000 mAh                   | MIUI 10 Android 8.1     | MIUI 12 Android 9       |
| Redmi Note 7 (Indie)                                                     |                              | IPS 6,30"                  | FHD+ 1080 × 2340  | 2019.01                           | Qualcomm SDM660 Snapdragon 660 Octa-core (4x2.2 GHz Kryo 260 Gold & 4x1.8 GHz Kryo 260 Silver)                 | 3 / 4 / 6 GB                   | 32 / 64 / 128 GB   | Tak      | 12MPx + 5MPx                           | 13Mpx                      | 4000 mAh 18W fast-charging | MIUI 10 Android 9       | MIUI 12.5 Android 10    |
| Redmi Note 7 (Indie: Redmi Note 7S)                                      | 2019.01                      | IPS 6,30"                  | FHD+ 1080 × 2340  | 48Mpx + 5MPx                      | Qualcomm SDM660 Snapdragon 660 Octa-core (4x2.2 GHz Kryo 260 Gold & 4x1.8 GHz Kryo 260 Silver)                 | 3 / 4 / 6 GB                   | 32 / 64 / 128 GB   | Tak      |                                        | 13Mpx                      | 4000 mAh 18W fast-charging | MIUI 10 Android 9       | MIUI 12.5 Android 10    |
| Redmi Note 7 Pro                                                         | 2019.02                      | IPS 6,30"                  | FHD+ 1080 × 2340  | 48Mpx + 5MPx                      | Qualcomm SDM675 Snapdragon 675 Octa-core (2x2.0 GHz Kryo 460 Gold & 6x1.7 GHz Kryo 460 Silver)                 | 3 / 4 / 6 GB                   | 32 / 64 / 128 GB   | Tak      |                                        | 13Mpx                      | 4000 mAh 18W fast-charging | MIUI 10 Android 9       | MIUI 12.5 Android 10    |
| Redmi Note 8 Pro                                                         |                              | IPS 6,53"                  | FHD+ 1080 × 2340  | 2019.08                           | MediaTek Helio G90T Octa-core (2x2.05 GHz Cortex-A76 & 6x2.0 GHz Cortex-A55) GPU: Mali-G76 MC4                 | 6 GB                           | 64 / 128 GB        | Tak      | 64 MPx + 8 MPx + 2 MPx + 2 MPx         | 20 MPx                     | 4500 mAh 18W fast-charging | MIUI 10 Android 9       | MIUI 12.5 Android 11    |
| Redmi Note 8                                                             |                              | IPS 6,3"                   | FHD+ 1080 × 2340  | 2019.08                           | Qualcomm Snapdragon 665 Octa-core (4x2.0 GHz Kryo 260 Gold & 4x1.8 GHz Kryo 260 Silver) GPU: Adreno 610        | 4/6 GB                         | 32 / 64 / 128 GB   | Tak      | 48 MPx + 8 MPx + 2 MPx + 2 MPx         | 13 MPx                     | 4000 mAh 18W fast-charging | MIUI 10 Android 9       | MIUI 12.5 Android 11    |
| Redmi Note 8T                                                            |                              | IPS 6,3"                   | FHD+ 1080 × 2340  | 2019.11                           | Qualcomm Snapdragon 665 Octa-core (4x2.0 GHz Kryo 260 Gold & 4x1.8 GHz Kryo 260 Silver) GPU: Adreno 610        | 3/4 GB                         | 32 / 64 / 128 GB   | Tak      | 48 MPx + 8 MPx + 2 MPx + 2 MPx         | 13 MPx                     | 4000 mAh 18W fast-charging | MIUI 10 Android 9       | MIUI 12.5 Android 11    |
| Redmi Note 9S (Indie: Redmi Note 9 Pro; Redmi Note 10 Lite)              |                              | IPS 6,67"                  | FHD+ 1080 × 2400  | 2020.03                           | Qualcomm Snapdragon 720G Octa-core (2x2.3 GHz Kryo 465 Gold & 6x1.8 GHz Kryo 465 Silver) GPU: Adreno 618       | 4/6 GB                         | 64 / 128 GB        | Tak      | 48 MPx + 8 MPx + 5 MPx + 2 MPx         | 16 MPx                     | 5020 mAh 18W fast-charging | MIUI 11 Android 10      | MIUI 14 Android 12      |
| Redmi Note 9 Pro Max                                                     | 6/8 GB                       | IPS 6,67"                  | FHD+ 1080 × 2400  | 2020.03                           | Qualcomm Snapdragon 720G Octa-core (2x2.3 GHz Kryo 465 Gold & 6x1.8 GHz Kryo 465 Silver) GPU: Adreno 618       | 64 MPx + 8 MPx + 5 MPx + 2 MPx | 64 / 128 GB        | Tak      | 32 MPx                                 | 5020 mAh 33W fast-charging |                            | MIUI 11 Android 10      | MIUI 14 Android 12      |
| Redmi Note 9 Pro                                                         | 2020.04                      | IPS 6,67"                  | FHD+ 1080 × 2400  | 6 GB                              | Qualcomm Snapdragon 720G Octa-core (2x2.3 GHz Kryo 465 Gold & 6x1.8 GHz Kryo 465 Silver) GPU: Adreno 618       | 64 MPx + 8 MPx + 5 MPx + 2 MPx | 64 / 128 GB        | Tak      | 16 MPx                                 | 5020 mAh 30W fast-charging |                            | MIUI 11 Android 10      | MIUI 14 Android 12      |
| Redmi Note 9 (Chiny: Redmi 10X 4G)                                       | 2020.04                      |                            | IPS 6,53"         | FHD+ 1080 × 2340                  | MediaTek Helio G85 Octa-core (2x2.0 GHz Cortex-A75 & 6x1.8 GHz Cortex-A55) GPU: Mali-G52 MC2                   | 3/4 GB                         | 64 / 128 GB        | Tak      | 48 MPx + 8 MPx + 2 MPx + 2 MPx         | 13 MPx                     | 5020 mAh 18W fast-charging | MIUI 11 Android 10      | MIUI 13 Android 12      |
| Redmi Note 9 (Chiny: Redmi 10X 4G)                                       | 2020.05                      | 4/6 GB                     | IPS 6,53"         | FHD+ 1080 × 2340                  | MediaTek Helio G85 Octa-core (2x2.0 GHz Cortex-A75 & 6x1.8 GHz Cortex-A55) GPU: Mali-G52 MC2                   | 128 GB                         |                    | Tak      | 48 MPx + 8 MPx + 2 MPx + 2 MPx         | 13 MPx                     | 5020 mAh 18W fast-charging | MIUI 11 Android 10      | MIUI 13 Android 12      |
| Redmi Note 9 4G (Сhiński Redmi 9T bez makro aparatu)                     |                              | 2020.11                    | IPS 6,53"         | FHD+ 1080 × 2340                  | Qualcomm SM6115 Snapdragon 662 Octa-core (4x2.0 GHz Kryo 260 Gold & 4x1.8 GHz Kryo 260 Silver) GPU: Adreno 610 | 4/6/8 GB                       | 128/256 GB         | Tak      | 48 MPx + 8 MPx + 2 MPx                 | 8 MPx                      |                            | MIUI 12 Android 11      | MIUI 14 Android 12      |
| Redmi Note 9 5G                                                          |                              | 2020.11                    | IPS 6,53"         | FHD+ 1080 × 2340                  | MediaTek Dimensity 800U Octa-core (2x2.4 GHz Cortex-A76 & 6x2.0 GHz Cortex-A55) GPU: Mali-G57 MC3              | 4/6/8 GB                       | 64/128/256 GB      | Tak      | 48 MPx + 8 MPx + 2 MPx                 | 13 MPx                     |                            | MIUI 12 Android 11      | MIUI 14 Android 12      |
| Redmi Note 9 Pro 5G (Indie: Xiaomi Mi 10i)                               |                              | 2020.11                    | IPS 6,67", 120 Hz | FHD+ 1080 × 2400                  | Qualcomm Snapdragon 750G Octa-core (2x2.2 GHz Kryo 570 Gold & 6x1.8 GHz Kryo 570 Silver) GPU: Adreno 619       | 6/8 GB                         | 128/256 GB         | Tak      | 108 MPx + 8 MPx + 2 MPx                | 16 MPx                     |                            | MIUI 12 Android 11      | MIUI 14 Android 12      |
| Redmi Note 9T                                                            |                              | IPS 6,53"                  | FHD+ 1080 × 2340  | 2021.01                           | MediaTek Dimensity 800U Octa-core (2x2.4 GHz Cortex-A76 & 6x2.0 GHz Cortex-A55) GPU: Mali-G57 MC3              | 4/6 GB                         | 64/128 GB          | Tak      | 48 MPx + 2 MPx                         | 13 MPx                     |                            | MIUI 12 Android 11      | MIUI 14 Android 12      |
| Redmi Note 10                                                            |                              | Super AMOLED 6,43"         | FHD+ 1080 × 2400  | 2021.03                           | Qualcomm SDM678 Snapdragon 678 Octa-core (2x2.2 GHz Kryo 460 Gold & 6x1.7 GHz Kryo 460 Silver) GPU: Adreno 612 | 4/6 GB                         | 64/128 GB          | Tak      | 48 MPx + 8 MPx + 2 MPx                 | 13 MPx                     | 5000 mAh 33W fast-charging | MIUI 12 Android 11      | MIUI 14 Android 12      |
| Redmi Note 10S                                                           |                              | Super AMOLED 6,43"         | FHD+ 1080 × 2400  | 2021.03                           | MediaTek Helio G95 Octa-core (2x2.05 GHz Cortex-A76 & 6x2.0 GHz Cortex-A55) GPU: Mali-G76 MC4                  | 6/8 GB                         | 64/128 GB          | Tak      | 64 MPx + 8 MPx + 2 MPx                 | 13 MPx                     | 5000 mAh 33W fast-charging | MIUI 12 Android 11      | MIUI 14 Android 13      |
| Redmi Note 10 5G                                                         |                              | IPS 6,5", 90 Hz            | FHD+ 1080 × 2400  | 2021.03                           | MediaTek Dimensity 700 Octa-core (2x2.2 GHz Cortex-A76 & 6x2.0 GHz Cortex-A55) GPU: Mali-G57 MC2               | 4/6/8 GB                       | 64/128 GB          | Tak      | 48 MPx + 2 MPx (Chiny: 48 MPx + 2 MPx) | 8 MPx                      | 5000 mAh 18W fast-charging | MIUI 12 Android 11      | MIUI 14 Android 13      |
| Redmi Note 10T 5G                                                        | 2021.08                      | IPS 6,5", 90 Hz            | FHD+ 1080 × 2400  | 4/6 GB                            | MediaTek Dimensity 700 Octa-core (2x2.2 GHz Cortex-A76 & 6x2.0 GHz Cortex-A55) GPU: Mali-G57 MC2               | 48 MPx + 2 MPx                 | 64/128 GB          | Tak      |                                        | 8 MPx                      | 5000 mAh 18W fast-charging | MIUI 12 Android 11      | MIUI 14 Android 13      |
| Redmi Note 10T                                                           | 2021.08                      | IPS 6,5", 90 Hz            | FHD+ 1080 × 2400  | 4/6 GB                            | MediaTek Dimensity 700 Octa-core (2x2.2 GHz Cortex-A76 & 6x2.0 GHz Cortex-A55) GPU: Mali-G57 MC2               | 48 MPx + 2 MPx                 | 64/128 GB          | Tak      |                                        | 8 MPx                      | 5000 mAh 18W fast-charging | MIUI 12 Android 11      | MIUI 14 Android 13      |
| Redmi Note 10 Pro (Indie: Redmi Note 10 Pro Max)                         |                              | Super AMOLED 6,67", 120 Hz | FHD+ 1080 × 2400  | 2021.03                           | Qualcomm Snapdragon 732G Octa-core (2x2.3 GHz Kryo 470 Gold & 6x1.8 GHz Kryo 470 Silver) GPU: Adreno 618       | 6/8 GB                         | 64/128 GB          | Tak      | 108 MPx + 8 MPx + 5 MPx + 2 MPx        | 16 MPx                     | 5020 mAh 33W fast-charging | MIUI 12 Android 11      | MIUI 14 Android 13      |
| Redmi Note 10 Pro (Indie)                                                |                              | Super AMOLED 6,67", 120 Hz | FHD+ 1080 × 2400  | 2021.03                           | Qualcomm Snapdragon 732G Octa-core (2x2.3 GHz Kryo 470 Gold & 6x1.8 GHz Kryo 470 Silver) GPU: Adreno 618       | 6/8 GB                         | 64/128 GB          | Tak      | 108 MPx + 8 MPx + 5 MPx + 2 MPx        | 16 MPx                     | 5020 mAh 33W fast-charging | MIUI 12 Android 11      | MIUI 14 Android 13      |
| Redmi Note 10 Pro 5G (Globalny: POCO X3 GT)                              |                              | IPS 6,6", 120 Hz           | FHD+ 1080 × 2400  | 2021.05                           | MediaTek Dimensity 1100 Octa-core (4x2.6 GHz Cortex-A78 & 4x2.0 GHz Cortex-A55) GPU: Mali-G77 MC9              | 6/8 GB                         | 128/256 GB         | Tak      | 64 MPx + 8 MPx + 2 MPx                 | 16 MPx                     | 5000 mAh 67W fast-charging | MIUI 12.5 Android 11    | MIUI 14 Android 13      |
| Redmi Note 10 JE                                                         |                              | IPS 6,5", 90 Hz            | FHD+ 1080 × 2400  | 2021.08                           | Qualcomm Snapdragon 480 Octa-core (2x2.0 GHz Kryo 460 Gold & 6x1.8 GHz Kryo 460 Silver) GPU: Adreno 619        | 4 GB                           | 64 GB              | Tak      | 48 MPx + 2 MPx                         | 8 MPx                      | 4800 mAh 18W fast-charging | MIUI 12.5 Android 11    | MIUI 14 Android 13      |
| Redmi Note 10T (Japonia)                                                 |                              | IPS 6,5", 90 Hz            | FHD+ 1080 × 2400  | 2022.04                           | Qualcomm Snapdragon 480 Octa-core (2x2.0 GHz Kryo 460 Gold & 6x1.8 GHz Kryo 460 Silver) GPU: Adreno 619        | 4 GB                           | 64 GB              | Tak      | 48 MPx + 2 MPx                         | 8 MPx                      | 5000 mAh 18W fast-charging | MIUI 13 Android 11      | MIUI 14 Android 13      |
| Redmi Note 11 4G (Сhiński Redmi 10 bez aparatu głębokości)               |                              | IPS 6,5", 90 Hz            | FHD+ 1080 × 2400  | 2021.11                           | MediaTek Helio G88 Octa-core (2x2.0 GHz Cortex-A75 & 6x1.8 GHz Cortex-A55) GPU: Mali-G52 MC2                   | 4/6 GB                         | 128 GB             | Tak      | 50 MPx + 8 MPx + 2 MPx                 | 8 MPx                      | 5000 mAh 18W fast-charging | MIUI 12.5 Android 11    | MIUI 14 Android 13      |
| Redmi Note 11 5G (Także: POCO M4 Pro 5G)                                 |                              | IPS 6,6", 90 Hz            | FHD+ 1080 × 2400  | 2021.10                           | MediaTek Dimensity 810 Octa-core (2x2.4 GHz Cortex-A76 & 6x2.0 GHz Cortex-A55) GPU: Mali-G57 MC2               | 4/6/8 GB                       | 128/256 GB         | Tak      | 50 MPx + 8 MPx                         | 16 MPx                     | 5000 mAh 33W fast-charging | MIUI 12.5 Android 11    | MIUI 14 Android 13      |
| Redmi Note 11 Pro (Chiny) (Indie: Xiaomi 11i)                            |                              | Super AMOLED 6,67", 120 Hz | FHD+ 1080 × 2400  | 2021.10                           | MediaTek Dimensity 920 Octa-core (2x2.5 GHz Cortex-A78 & 6x2.0 GHz Cortex-A55) GPU: Mali-G68 MC4               | 6/8 GB                         | 128/256 GB         | Tak      | 108 MPx + 8 MPx + 2 MPx                | 16 MPx                     | 5160 mAh 67W fast-charging | MIUI 12.5 Android 11    | MIUI 14 Android 13      |
| Redmi Note 11 Pro+ 5G (Indie: Xiaomi 11i HyperCharge)                    | 4500 mAh 120W fast-charging  | Super AMOLED 6,67", 120 Hz | FHD+ 1080 × 2400  | 2021.10                           | MediaTek Dimensity 920 Octa-core (2x2.5 GHz Cortex-A78 & 6x2.0 GHz Cortex-A55) GPU: Mali-G68 MC4               | 6/8 GB                         | 128/256 GB         | Tak      | 108 MPx + 8 MPx + 2 MPx                | 16 MPx                     |                            | MIUI 12.5 Android 11    | MIUI 14 Android 13      |
| Redmi Note 11                                                            |                              | Super AMOLED 6,43", 90 Hz  | FHD+ 1080 × 2400  | 2022.01                           | Qualcomm SM6225 Snapdragon 680 Octa-core (4x2.4 GHz Kryo 265 Gold & 4x1.9 GHz Kryo 265 Silver) GPU: Adreno 610 | 4/6 GB                         | 64/128 GB          | Tak      | 50 MPx + 8 MPx + 2 MPx                 | 13 MPx                     | 5000 mAh 33W fast-charging | MIUI 13 Android 11      | MIUI 14 Android 13      |
| Redmi Note 11S                                                           |                              | Super AMOLED 6,43", 90 Hz  | FHD+ 1080 × 2400  | 2022.01                           | MediaTek Helio G96 Octa-core (2x2.05 GHz Cortex-A76 & 6x2.0 GHz Cortex-A55) GPU: Mali-G57 MC2                  | 6/8 GB                         | 64/128 GB          | Tak      | 108 MPx + 8 MPx + 2 MPx                | 16 MPx                     | 5000 mAh 33W fast-charging | MIUI 13 Android 11      | MIUI 14 Android 13      |
| Redmi Note 11 Pro                                                        |                              | Super AMOLED 6,67", 120 Hz | FHD+ 1080 × 2400  | 2022.01                           | MediaTek Helio G96 Octa-core (2x2.05 GHz Cortex-A76 & 6x2.0 GHz Cortex-A55) GPU: Mali-G57 MC2                  | 6/8 GB                         | 64/128 GB          | Tak      | 108 MPx + 8 MPx + 2 MPx                | 16 MPx                     | 5000 mAh 67W fast-charging | MIUI 13 Android 11      | MIUI 14 Android 13      |
| Redmi Note 11 Pro 5G (Indie: Redmi Note 11 Pro+ 5G;także POCO X4 Pro 5G) |                              | Super AMOLED 6,67", 120 Hz | FHD+ 1080 × 2400  | 2022.01                           | Qualcomm Snapdragon 695 Octa-core (2x2.2 GHz Kryo 660 Gold & 6x1.7 GHz Kryo 660 Silver) GPU: Adreno 619        | 6/8 GB                         | 64/128/256 GB      | Tak      | 108 MPx + 8 MPx + 2 MPx                | 16 MPx                     | 5000 mAh 67W fast-charging | MIUI 13 Android 11      | MIUI 14 Android 13      |
| Redmi Note 11E Pro                                                       | 2022.03                      | Super AMOLED 6,67", 120 Hz | FHD+ 1080 × 2400  | 128/256 GB                        | Qualcomm Snapdragon 695 Octa-core (2x2.2 GHz Kryo 660 Gold & 6x1.7 GHz Kryo 660 Silver) GPU: Adreno 619        | 6/8 GB                         |                    | Tak      | 108 MPx + 8 MPx + 2 MPx                | 16 MPx                     | 5000 mAh 67W fast-charging | MIUI 13 Android 11      | MIUI 14 Android 13      |
| Redmi Note 11S 5G                                                        | 2022.03                      |                            | FHD+ 1080 × 2400  | IPS 6,6", 90 Hz                   | MediaTek Dimensity 810 Octa-core (2x2.4 GHz Cortex-A76 & 6x2.0 GHz Cortex-A55) GPU: Mali-G57 MC2               | 4/6 GB                         | 64/128 GB          | Tak      | 50 MPx + 8 MPx + 2 MPx                 | 13 MPx                     | 5000 mAh 33W fast-charging | MIUI 13 Android 11      | MIUI 14 Android 13      |

## Seria Redmi X
| Model            | Grafika | Wyświetlacz        | Rozdzielczość       | Data premiery | Procesor i układ graficzny                                                                        | Pamięć operacyjna | Pamięć użytkownika | Obsługa 5G | Główna kamera                  | Przednia kamera | Bateria                      | System (wersja Android) | System (wersja Android) |
| Model            | Grafika | Wyświetlacz        | Rozdzielczość       | Data premiery | Procesor i układ graficzny                                                                        | Pamięć operacyjna | Pamięć użytkownika | Obsługa 5G | Główna kamera                  | Przednia kamera | Bateria                      | Początkowy              | Aktualny                |
| ---------------- | ------- | ------------------ | ------------------- | ------------- | ------------------------------------------------------------------------------------------------- | ----------------- | ------------------ | ---------- | ------------------------------ | --------------- | ---------------------------- | ----------------------- | ----------------------- |
| Redmi 10X 5G     |         | AMOLED 6,57" notch | FullHD+ 2400 x 1080 | 2020.05       | Mediatek Dimensity 820 5G 4x ARM Cortex-A76 @ 2.6GHz 4x ARM Cortex-A55 @ 2.0GHz GPU: Mali-G57 MC5 | 6 / 8 GB          | 64 / 128 GB        | Tak        | 48 Mpx + 8 Mpx + 2 Mpx         | 16 Mpx          | 4520 mAh 22.5W fast-charging | MIUI 11 Android 10      | MIUI 13 Android 12      |
| Redmi 10X Pro 5G |         | AMOLED 6,57" notch | FullHD+ 2400 x 1080 | 2020.05       | Mediatek Dimensity 820 5G 4x ARM Cortex-A76 @ 2.6GHz 4x ARM Cortex-A55 @ 2.0GHz GPU: Mali-G57 MC5 | 8 GB              | 128 / 256 GB       | Tak        | 48 Mpx + 8 Mpx + 8 Mpx + 5 Mpx | 20 Mpx          | 4520 mAh 33W fast-charging   | MIUI 11 Android 10      | MIUI 13 Android 12      |